# Ivan Maksimov

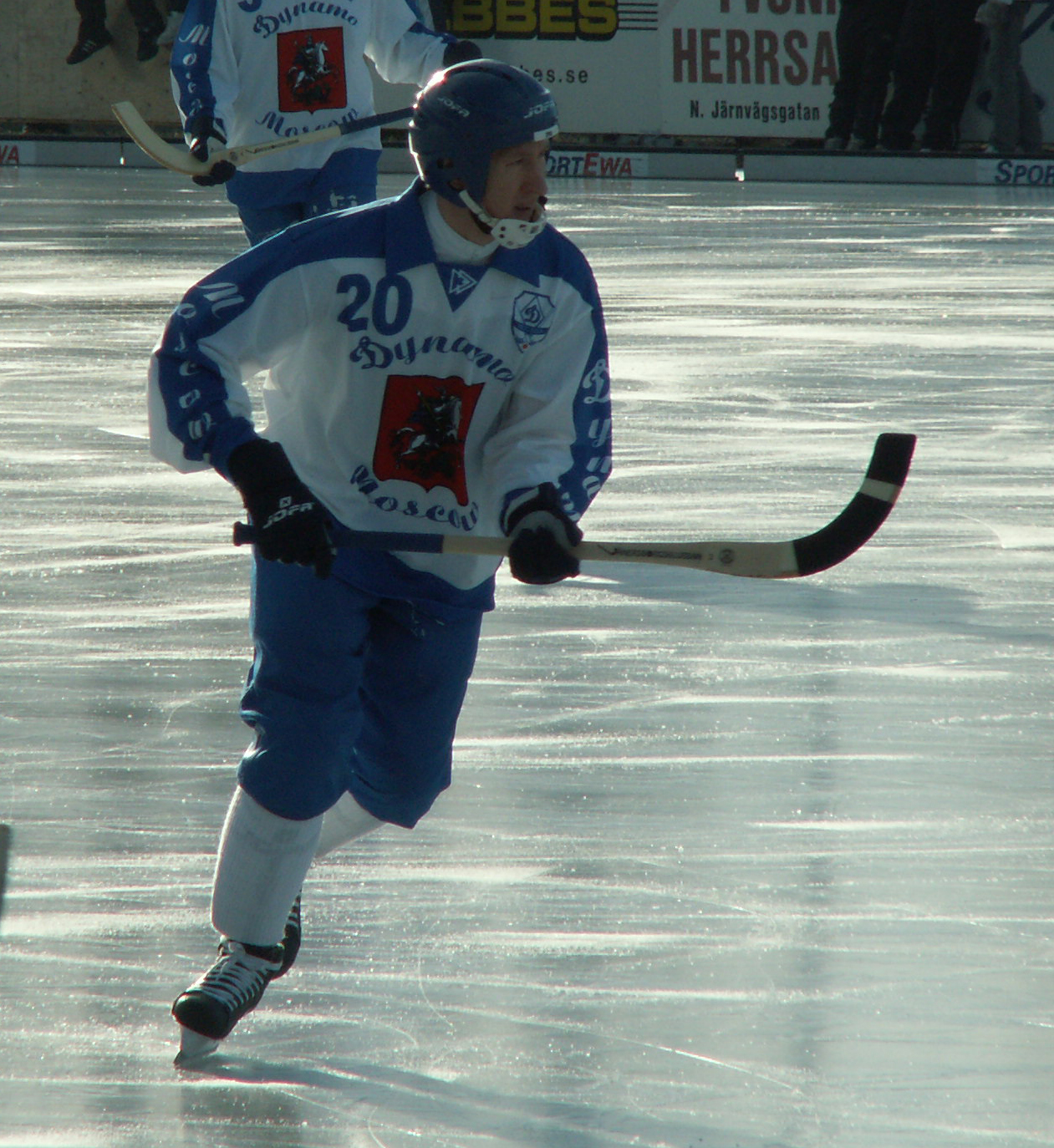
Ivan Maksimov under World cup i Bandy 2007.

Ivan Maksimov, född 24 juni 1973, är en rysk bandyspelare.

## Klubbar
- 2010/11 Dynamo Moskva,  Ryssland
- 2009/10 Dynamo Moskva,  Ryssland
- 2008/09 Dynamo Moskva,  Ryssland
- 2007/08 Dynamo Moskva,  Ryssland
- 2006/07 Dynamo Moskva,  Ryssland
- 2005/06 SKA Neftianik,  Ryssland
- 2004/05 HK Jenisej Krasnojarsk,  Ryssland
- 2003/04 HK Jenisej Krasnojarsk,  Ryssland
- 2002/03 HK Jenisej Krasnojarsk,  Ryssland
- 2001/02 HK Jenisej Krasnojarsk,  Ryssland
- 2000/01 HK Jenisej Krasnojarsk,  Ryssland
- 1999/00 HK Jenisej Krasnojarsk,  Ryssland
- 1998/99 HK Jenisej Krasnojarsk,  Ryssland
- 1997/98 HK Jenisej Krasnojarsk,  Ryssland
- 1996/97 HK Jenisej Krasnojarsk,  Ryssland
- 1995/96 HK Jenisej Krasnojarsk,  Ryssland
- 1994/95 HK Jenisej Krasnojarsk,  Ryssland
- 1993/94 HK Jenisej Krasnojarsk,  Ryssland
- 1992/93 HK Jenisej Krasnojarsk,  Ryssland
- 1990/91 Torpedo (Sosnovoborsk),  Ryssland